# Chef de l'opposition (Catalogne)
Le chef de l'opposition en Catalogne (en catalan : Cap de l'oposició a Catalunya, en espagnol : Jefe de la oposición en Cataluña) est une fonction institutionnelle de la généralité de Catalogne, créée par le décret du 13 avril 2004 et désormais régie par la loi du 5 novembre 2008.

## Histoire
La création de cette fonction, unique dans les institutions politiques de l'Espagne, était une promesse de campagne du socialiste Pasqual Maragall, président de la Généralité de Catalogne de 2003 à 2006. C'est son rival, Artur Mas, chef de la fédération Convergence et Union (CiU), qui devient en 2004 le premier chef de l'opposition.
À partir de 2013, Albert Rivera, député au Parlement de Catalogne et chef du parti Ciutadans, s'exprime en faveur de la suppression du poste de chef de l'opposition. En effet, la diversité de l'opposition au Parlement catalan, qui compte après les élections de 2012 pas moins de sept groupes parlementaires, semble mettre à mal la fonction de chef représentatif d'une opposition plurielle. Une semaine après les élections du 27 septembre 2015, cependant, Inés Arrimadas, nouvelle chef de file de Ciutadans en Catalogne, annonce qu'elle est disposée à accepter la charge. Elle renonce cependant à la plupart des avantages qui y sont attachés,.

## Statut

### Nomination
Le statut de chef de l'opposition en Catalogne est accordé au député du Parlement de Catalogne qui exerce la présidence du groupe parlementaire le plus important de l'opposition. En cas d'égalité des sièges, il revient à celui dont le parti a obtenu le plus grand nombre de voix.
Le chef de l'opposition est nommé par le président du Parlement, au moyen d'une résolution prise dans les quarante jours qui suivent la nomination du président du Parlement.

### Fonctions
Les attributions du chef de l'opposition, outre celles inhérentes à sa qualité de député, sont d'être consulté, à l'initiative du président de la Généralité, sur les affaires de grande importance pour la Catalogne, et de proposer des améliorations à l'action du gouvernement.

### Droits
Le chef de l'opposition en Catalogne se place dans l'ordre protocolaire après les anciens présidents de la Généralité et a le droit d'être rétribué pour cette fonction. En outre, il doit disposer des ressources humaines et matérielles nécessaires à l'exercice de ses fonctions, qui doivent lui être fournies par le Parlement.

## Titulaires
| Nom                | Nom                   | Nomination      | Parti | Législature   |
| ------------------ | --------------------- | --------------- | ----- | ------------- |
|                    | Artur Mas             | 27 mai 2004     | CiU   | VIIe et VIIIe |
|                    | Joaquim Nadal         | 5 janvier 2011  | PSC   | IXe           |
| Xavier Sabaté (ca) | 3 septembre 2012      | PSC             | IXe   |               |
|                    | Oriol Junqueras       | 9 janvier 2013  | ERC   | Xe            |
|                    | Inés Arrimadas        | 26 janvier 2016 | Cs    | XIe et XIIe   |
|                    | Carlos Carrizosa (ca) | 20 mai 2019     | Cs    | XIIe          |
|                    | Salvador Illa         | 28 mai 2021     | PSC   | XIIIe-XIVe    |